# ГЕС Хіракуд
ГЕС Хіракуд — гідроелектростанція на сході центральної частини Індії у штаті Одіша. Знаходячись перед ГЕС Чіпліма, становить верхній ступінь в каскаді на річці Маханаді, яка тече в Бенгальську затоку з плато Амаркантак (центральна вузлова точка на межі плоскогір'я Декан та Індо-Гангської рівнини, від якої на захід тягнуться гірські системи Сатпура і Віндх'я, а на схід розляглось плато Чхота-Нагпур).

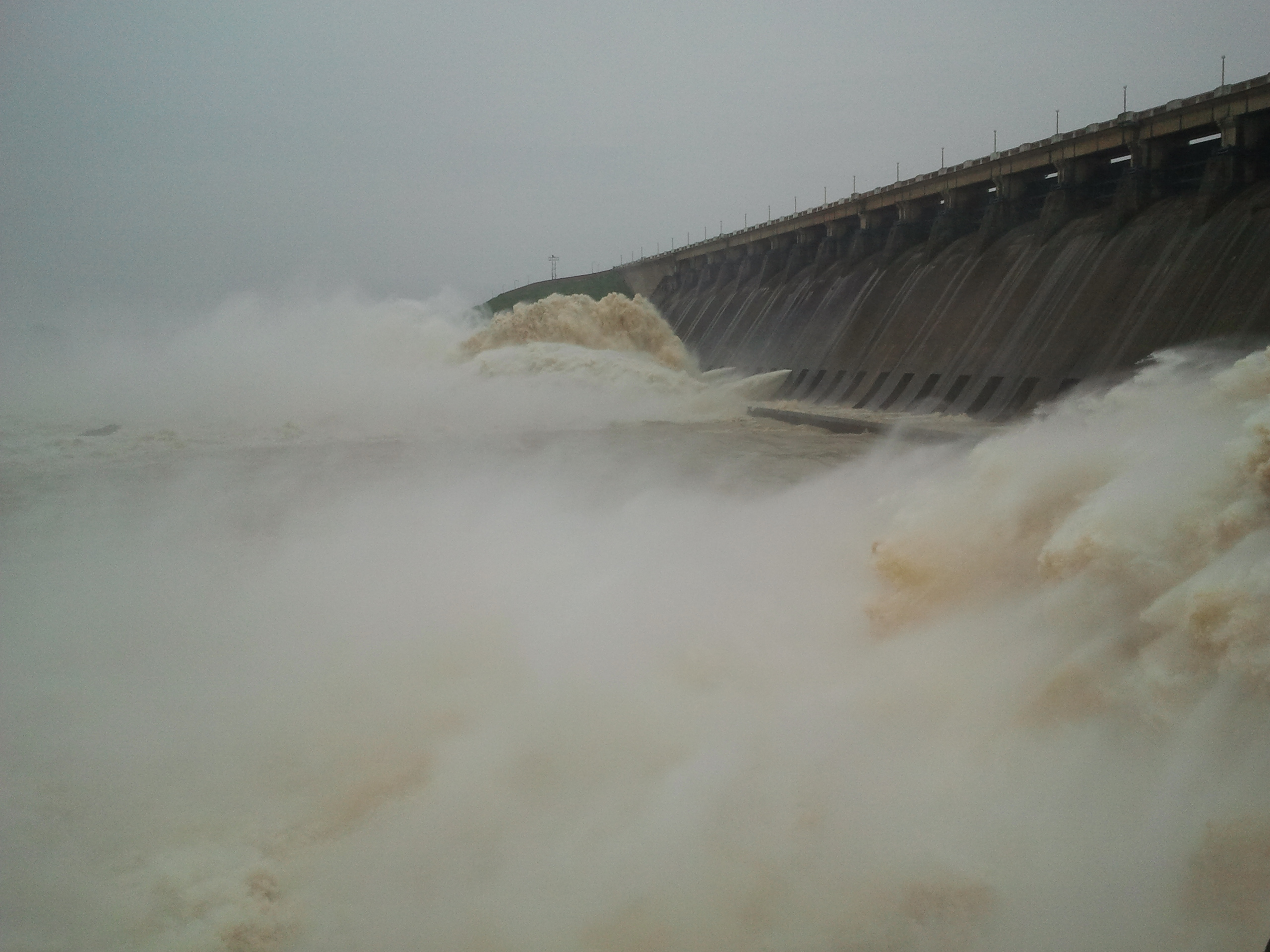
Працюють водоскиди греблі

У межах проекту річку перекрили земляною греблею з мурованими та бетонними елементами висотою 81 метр та довжиною 4800 метрів, яка потребувала 19,3 млн м3 матеріалу. Разом з дамбами довжиною 21 км вона утримує водосховище з площею поверхні 743 км2 та об'ємом 8146 млн млн м3 (корисний об'єм 5818 млн м3), в якому припустиме коливання рівня поверхні в операційному режимі між позначками 180 та 192 метри НРМ.
Під примикаючою до правого берегу частиною греблі облаштували машинний зал, де в підсумку встановили сім турбін(п'ять типу Каплан та дві типу Френсіс): в першій черзі дві по 37,5 МВт та дві по 24 МВт, у другій дві по 37,5 МВт та у третій ще одну з потужністю 37,5 МВт. У 1998—2005 роках всі турбіни першої черги та одна із другої пройшли модернізацію, при цьому потужність трьох підвищили до 49,5 МВт, а ще двох до 32 МВт (втім, для другої черги встановлене диспетчерське обмеження у 20 МВт при номінальному показнику у 87 МВт). Обладнання працює при напорі від 26,5 до 35,5 метра, при цьому у першій половині 2010-х річне виробництво коливалось від 460 до 716 млн кВт-год електроенергії.
Відпрацьована вода відводиться у прокладений правобережжям дериваційний канал довжиною 26,7 км, що прямує до ГЕС Чіпліма.

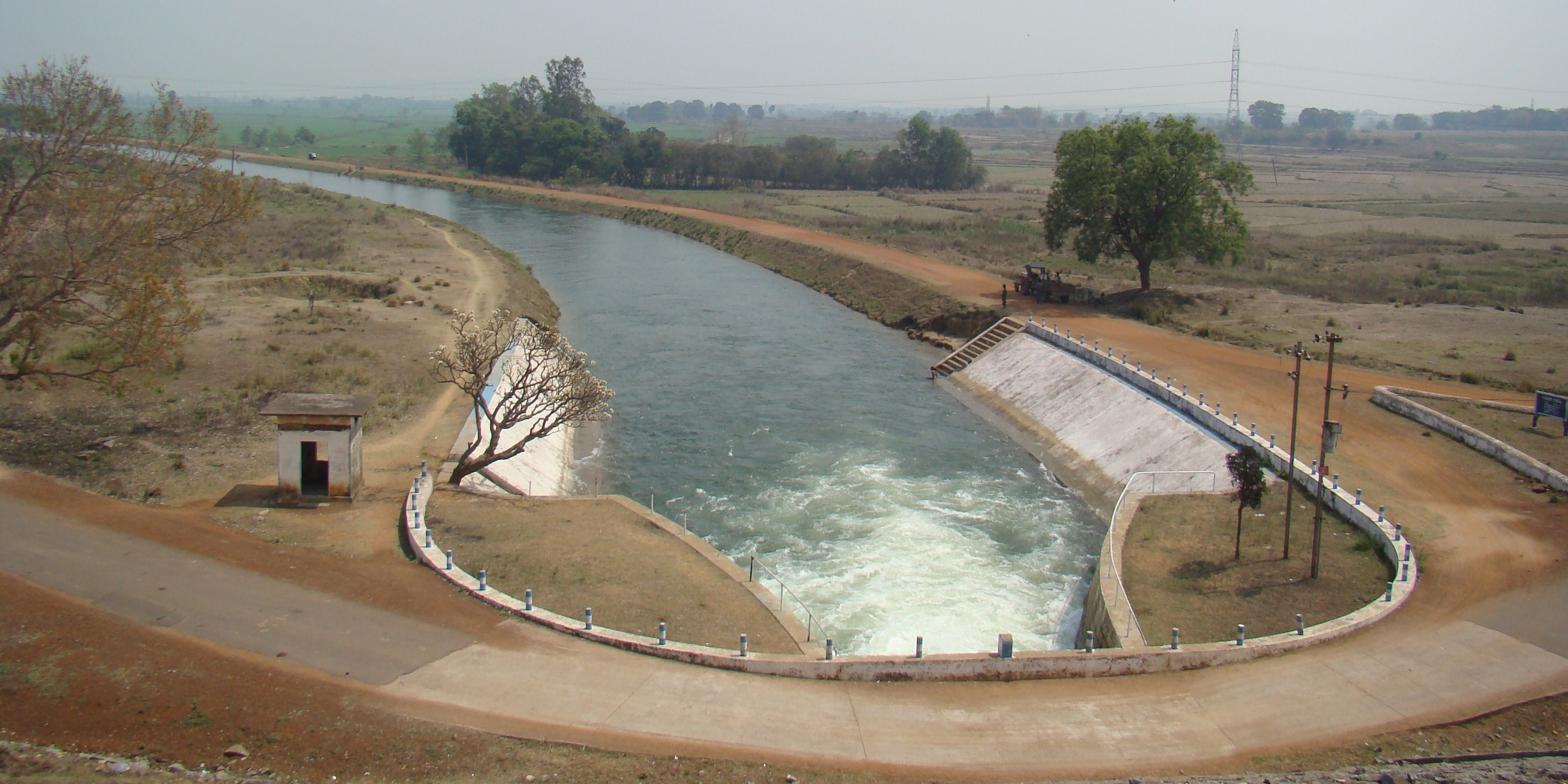
Початок іригаційного каналу на лівому березі Маханаді

Окрім виробництва електроенергії, гідрокомплекс забезпечує зрошення 264 тисяч гектарів земель та захист від повеней території розміром 9500 км2. Крім того, накопичення у сховищі води дозволяє оптимізувати зрошення ще 436 тисяч гектарів, розташованих нижче по течії Маханаді.